# Sistemski administrator
Sistem administrator ili administrator sistema (engl. system administrator), je zanimanje koje obuhvata: održavanje i upravljanje računarskim sistemom i računarskom mrežom. On najčešće radi u okviru odeljenja za informacione tehnologije (IT sektor ili služba). 
Poslovi kojima se sistem administrator bavi su: instalacija, podrška i održavanje servera i drugih računarskih sistema, preventivno delovanje i rešavanje otkaza sistema i sličnih problema. Izrada skripti i programskih aplikacija, upravljanje IT projektima, nadzor i obuka za korišćenje softvera i hardvera.

## Poslovi sistem administratora
Poslovi sistem administratora sadrže:
- Analiza sistemskih zapisa i identifikacija potencijalnih problema u sistemu
- Izrada rezervnih kopija podataka i sistema
- Inoviranje i nadgradnja informacionog sistema novim tehnologijama
- Instalacija novih verzija, parametrizacija i prekonfiguracija komponenti sistema
- Instalacija i konfiguracija novog softvera i hardvera.
- Dodavanje, oduzimanje i ažuriranje korisničkih naloga u sistemu
- Obezbeđivanje zaštite sistema
- Izrada dokumentacije o računarskom sistemu
- Rešavanje zastoja u sistemu i izveštavanje
- Poboljšavanje performansi sistema
- Održavanje računarske mreže
- Testiranje i implementacija novog softvera i hardvera.

U manjim organizacijama sistem administrator može obavljati i srodne poslove, kao što su:
- Tehnička podrška
- Administracija baza podataka
- Administracija računarske mreže
- Analiza i izrada aplikativnih programa
- Poslovi bezbednostni sistema
- Programiranje

## Srodne profesije
Kod većih organizacija ovi poslovi su podeljeni i obavljaju ih sistem dizajneri ili sistem inžinjeri i specijalisti za pojedine oblasti kao što su:
- Administrator baza podataka - održava sistem baza podataka i odgovoran je za integritet podataka, efikasnost i performanse sistema
- Administrator računarske mreže - održava mrežnu infrastrukturu, rešava havarije u mreži i odgovara za njene performanse
- Administrator bezbednosti sistema - održava softverske i hardverske alate koji obezbeđuju zaštitu sistema i predlaže opšte mere bezbednosti
- WEB administrator - održava servise na WWW serveru (IIS, Apachie...) koji omogućavaju pristup sistemu spolja. Održava i uređuje veb portal i konfiguriše različite servise za pristup spolja.
- Tehnička podrška - odgovara na pozive korisnika sistema i pomaže im u rešavanju problema, intervencijom, savetom, obukom, dijagnozom i zajedničkim rešavanjem problema.
- Operater računara - obavlja rutinske poslove održavanja sistema, kao što je izrada rezervnih kopija, zamena i instalacija upravljačkih programa i dr. softvera.

Obično se u većim organizacijama mladi stručnjaci najpre zapošljavaju kao operateri, da bi kasnije nakon što steknu određena iskustva bili promovisani u sistema administratora.

## Obrazovanje
U Srbiji ne postoji, bar za sada obrazovna ustanova koja ima profil studija sistem administratora. Takve ustanove postoje u SAD, (Rensselaer Polytechnic Institute, koji je jedan od prvih koji je ovaj profil studija uveo 1992. godine) i nordijskim zemljama.
Problem je što se tehnologija u ovoj oblasti vrlo brzo menja i razvija u različitim pravcima. Često se za rad na određenoj opremi traži posebna licenca proizvođača kao što je slučaj sa: Microsoft MCSA, MCSE, Red Hat RHCE, Novell CNA, CNE, Cisco CCNA, Sun Certified SCNA... 
Svakako, zvanje sistem inžinjera zahteva jedno široko i dobro organizovano znanje iz oblasti informatike i informacionih tehnologija koje se u Srbiji može dobiti u boljim višim i visokoškolskim ustanovama.

## Administratorska ovlašćenja
Termin sistem administrator koristi se i da opiše ovlašćenje korisnika jednog računara ili računarske mreže koja obuhvataju dozvole za sve akcije koje inače sprovodi administrator sistema.